# Carl Pomerance
Carl Bernard Pomerance (nacido el 24 de noviembre de 1944) es un matemático estadounidense especializado en teoría de números, con numerosas aportaciones en el campo de los números primos.

## Semblanza
Pomerance nació en 1944 en Joplin, Misuri. Asistió a la Universidad Brown y luego se doctoró por la Universidad de Harvard en 1972 con una tesis en la que demostraba que cualquier número perfecto impar contiene al menos siete números primos distintos. Se incorporó a la Universidad de Georgia, convirtiéndose en profesor titular en 1982. Posteriormente trabajó en Lucent Technologies durante varios años, y más adelante pasó a ocupar un puesto de profesor distinguido en el Dartmouth College.

## Contribuciones
Tiene más de 120 publicaciones, incluida la coautoría con Richard Crandall de un artículo titulado Números primos: una perspectiva computacional (Springer-Verlag, primera edición 2001, segunda edición 2005). Es el inventor de uno de los métodos de factorización de enteros, el algoritmo de criba cuadrática, que se utilizó en 1994 para la factorización de números RSA. También es uno de los descubridores del test de primalidad de Adleman-Pomerance-Rumely, y en 1997 publicó el test de primalidad de Koniaguin y Pomerance junto con el matemático ruso Serguéi Koniaguin.

## Premios y distinciones
- Ha recibido numerosos premios de enseñanza e investigación, incluido el Premio Chauvenet en 1985, el Premio a la enseñanza distinguida Deborah y Franklin Haimo del MAA en 1997 y el Premio Levi L. Conant en 2001.

- En 2012 se convirtió en miembro de la American Mathematical Society.[5]
- También se convirtió en el Profesor de Matemáticas para Padres John G. Kemeny en el mismo año.[6][7]